# Enzo Gutiérrez
Enzo Hernán Gutiérrez Lencinas (Charata, Provincia del Chaco, Argentina, 28 de mayo de 1986) es un futbolista argentino. Juega como delantero y su equipo actual es Santiago Wanderers de la Primera B de Chile. Es hijo del exjugador Hildo Gutiérrez, recordado por los resistencianos como el “10 de Pinedo” de Club Atlético Unión. Otro dato es que en 2014 fue reconocido como "Ciudadano Ilustre" de su natal Charata.

## Trayectoria

### Boca Juniors
Partió a los nueve años a Buenos Aires para comenzar su carrera en las divisiones inferiores de Boca Juniors, pese a que su familia era hincha de su archirrival; incluso su madre le puso Enzo por Enzo Francescoli, ídolo de River Plate. Debutó por el primer equipo frente a Independiente en un Torneo de Verano durante el 2005 junto a Rodrigo Palacio, para luego hacerlo manera oficial en la fecha 16 del Clausura 2005 en la derrota 1 a 3 ante Arsenal de Sarandí. A la siguiente semana juega frente a Newell's y en la última fecha fue titular frente al descendido Almagro. Fue Jorge Benítez el técnico encargado que lo hizo debutar de mediocampista ofensivo en su primer partido profesional. Con la llegada de Coco Basile fue relegado del equipo titular. Jugó con el dorsal 36 y compartió camerino con Roberto Abbondanzieri, Rolando Schiavi, Fernando Gago, Martín Palermo.

### Manta FC
Tras su debut como profesional tendría pocas oportunidades de jugar por lo que parte a préstamo al Manta FC de la Serie B de Ecuador permaneciendo una temporada, donde anotó 5 goles, además de ser subcampeón del torneo apertura de la Serie B (Ecuador).

### Universidad San Martín
A inicios del 2007 fue presentado como nuevo refuerzo de la Universidad San Martín de Perú. Fue presentado junto a sus compatriotas Aldo Mores y Gastón Cellerino. Con el club santo anotaría 2 goles, pese a no ser titular indiscutido saldría campeón nacional con el club santo de la mano del técnico peruano Victor Rivera. Además compartió equipo con el mundialista peruano, Pedro Gallese.

### Rangers
En 2008 llegaría al fútbol chileno para jugar por Rangers donde pese a tener un comienzo difícil por una lesión, en el Clausura haría una destacada dupla con su excompañero en Perú, Gastón Cellerino, llegando a semifinales del Torneo Clausura.

### Marítimo
Su buen rendimiento en Talca le haría fichar por el Marítimo de Portugal, donde pese a firmar por cuatro temporadas y media solo lograría jugar 1 partido, regresando con los talquinos. Fue presentado con el dorsal número 30, fue dirigido por Carlos Carvalhas y jugó al lado del paraguayo Victor Aquino.

### O'Higgins
Nuevamente en Rangers por seis meses sería parte del descenso de su club a la Primera B por lo que para la Temporada 2010 partiría a O'Higgins de Rancagua. Con los celestes sería titular indiscutido y unas de las figuras relevantes del plantel alcanzando la categoría de ídolo. Luego de un gran primer año, estuvo negociando su transferencia con Vasco da Gama, lo que finalmente no se logró. Durante dos temporadas y media obtendría galadores individuales como ser goleador del torneo, conseguiría una histórica clasificación a torneos internacionales y un vicecampeonato en el Apertura 2012, es recordardo por fallarse un penal en la final del Torneo Apertura, por lo cual Universidad de Chile sería campeón, esto fue parte de polémica debido a que la prensa de Chile informó que ya existía un pre acuerdo de Enzo con Universidad de Chile. Fue dirigido por Eduardo Berizzo, quien fue el que lo puso de delantero centro.

### Universidad de Chile
En julio del 2012 la Universidad de Chile llegó a un acuerdo de contrato por 4 temporadas y de pagar U.S$ 1,2 Millones por el traspaso del jugador, convirtiéndose así en el cuarto refuerzo de los universitarios para el segundo semestre del 2012, llevó el dorsal 9 por 3 años. En su primer partido en la "U" marcó el quinto gol para los azules en la victoria 5-2 ante Deportes La Serena, marcándolo en el segundo minuto adicional del segundo tiempo. Jugó la Copa Sudamericana 2012, llegando a cuartos de final, y logró anotarle dos goles a Emelec. Además, disputó la Recopa Sudamericana, torneo que perdió contra el Santos y jugó la Copa Libertadores 2013, Copa Libertadores 2014 donde le anotó a Real Garcilaso y Copa Libertadores 2015.
Pese a ser parte de dos campeonatos, Copa Chile y Primera División, después de 3 años en la "U" no logra convencer, con muchas lesiones y un nivel bajo en lo futbolístico no logrando afianzarse nunca como titular llegando en calidad de préstamo a Palestino. Con los árabes retomaría el nivel perdido en las campañas con la Universidad de Chile, logró anotar 10 goles.

### Millonarios
Finalizada la Temporada 2016/17 partiría al Millonarios de Colombia debutando el 30 de julio de 2016 en el empate a cero goles de su equipo frente a Rionegro Águilas. Jugaría de manera constante el Finalización pero tendría un mal desempeño que lo haría jugar un solo partido al siguiente torneo.

### Santiago Wanderers
A mediados del 2017, luego de su mal paso por Colombia, volvió a Chile para jugar por Santiago Wanderers tras ser pedido por Nicolás Córdova, quien ya lo había dirigido en Palestino. En su primer semestre en el puerto principal, y pese a no tener un gran poder goleador en el Transición, fue el goleador de su equipo durante la Copa Chile 2017 que obtendría junto a los porteños, además de ser el subgoleador de aquel campeonato.
En la siguiente temporada jugó por primera vez en la segunda categoría del fútbol chileno tras descender con Santiago Wanderers a fines del año anterior, jugando además la Copa Libertadores 2018. Su rendimiento durante aquel año comenzaría de manera muy baja marcado por la irregularidad y las lesiones, pero tras la llegada de Miguel Ramírez a la banca caturra subiría considerablemente el nivel de sus actuaciones convirtiéndose en el goleador porteño; sin embargo, ello no ayudaría a que los verdes volvieran a Primera División, por lo que finalizado el torneo no se le renovaría su contrato debido a su alto sueldo, situación que luego se revertiría, manteniéndose una temporada más en Valparaíso. 
Al año siguiente, después de una intensa lucha por el campeonato contra el equipo de Cobreloa, se consagra campeón del torneo de la Primera B 2019, ascendiendo a Primera División luego de dos años. Ya en la división de honor, en 2020, fue la figura de Santiago Wanderers en la victoria por 3-2 sobre Colo Colo en el Estadio Monumental, cortando así una racha de casi 20 años sin ganar en aquel reducto por parte del cuadro porteño.

### Universitario de Deportes
Luego de finalizar el Campeonato Chileno 2020 sorpresivamente el 19 de febrero fue anunciado como nuevo refuerzo de Universitario de Deportes de Perú. Tras cumplir los 6 días de cuarentena obligatoria al llegar del extranjero, el 1 de marzo fue oficializado como nuevo refuerzo de Universitario de Deportes, firmando por una temporada. Su debut con el club crema fue en la primera fecha frente a FBC Melgar en el empate 1-1 donde fallaría un penal. Su debut en torneos internacionales fue contra Palmeiras, en la primera fecha de la Copa Libertadores 2021. Enzo logró anotar un doblete, sin embargo, su club cayó 2-3 frente a los brasileños. Luego metería un gol de penal ante Cienciano poniendo el 2-1 momentáneo donde la ganaría 3-1. Luego marcaria el 1-2 frente a Cantolao que iba ganando 0-2 la U lo lograría empatar 2-2. A final de temporada logra clasificar a la Copa Libertadores 2022 y jugó un total de 15 partidos, logrando anotar 4 goles. Debido al gran año de Alex Valera, nunca se ganó un lugar en el titularato. A fin de año no se le renovó contrato.

### Manta FC
El 4 de marzo de 2022 fue anunciado como nuevo refuerzo del Manta FC de Ecuador.

## Estadísticas

### Clubes
| Club | Div           | Temporada     | Liga  | Liga  | Copas nacionales(1) | Copas nacionales(1) | Torneos internacionales(2) | Torneos internacionales(2) | Total | Total | Media goleadora(3) |
| Club | Div           | Temporada     | Part. | Goles | Part.               | Goles               | Part.                      | Goles                      | Part. | Goles | Media goleadora(3) |
| --- | ------------- | ------------- | ----- | ----- | ------------------- | ------------------- | -------------------------- | -------------------------- | ----- | ----- | ------------------ |
| Boca Juniors Argentina | 1ª            | 2004-05       | 3     | 0     | —                   | —                   | —                          | —                          | 3     | 0     | 0.00               |
| Boca Juniors Argentina | 1ª            | 2005-06       | 0     | 0     | —                   | —                   | —                          | —                          | 0     | 0     | 0.00               |
| Boca Juniors Argentina | Total club    | Total club    | 3     | 0     | 0                   | 0                   | 0                          | 0                          | 3     | 0     | 0.00               |
| Manta FC · Ecuador | 2ª            | 2006          | 25    | 5     | —                   | —                   | —                          | —                          | 25    | 5     | 0.2                |
| Universidad de San Martín · Perú | 1ª            | 2007          | 16    | 2     | —                   | —                   | —                          | —                          | 16    | 2     | 0.13               |
| Universidad de San Martín · Perú | Total club    | Total club    | 16    | 2     | 0                   | 0                   | 0                          | 0                          | 16    | 2     | 0.13               |
| Rangers · Chile | 1ª            | 2008          | 31    | 2     | —                   | —                   | —                          | —                          | 31    | 2     | 0.1                |
| Rangers · Chile | 1ª            | 2009          | 15    | 4     | 1                   | 0                   | —                          | —                          | 16    | 4     | 0.25               |
| Rangers · Chile | Total club    | Total club    | 46    | 6     | 1                   | 0                   | 0                          | 0                          | 47    | 6     | 0.13               |
| C. S. Marítimo Portugal | 1ª            | 2008-09       | 1     | 0     | —                   | —                   | —                          | —                          | 1     | 0     | 0.00               |
| C. S. Marítimo Portugal | Total club    | Total club    | 1     | 0     | 0                   | 0                   | 0                          | 0                          | 1     | 0     | 0.00               |
| O'Higgins · Chile | 1ª            | 2010          | 33    | 13    | 4                   | 1                   | —                          | —                          | 37    | 14    | 0.38               |
| O'Higgins · Chile | 1ª            | 2011          | 27    | 10    | 2                   | 0                   | —                          | —                          | 29    | 10    | 0.34               |
| O'Higgins · Chile | 1ª            | 2012          | 20    | 11    | —                   | —                   | —                          | —                          | 20    | 11    | 0.55               |
| O'Higgins · Chile | Total club    | Total club    | 80    | 34    | 6                   | 1                   | 0                          | 0                          | 86    | 35    | 0.41               |
| Universidad de Chile · Chile | 1ª            | 2012          | 17    | 7     | 6                   | 0                   | 7                          | 2                          | 30    | 9     | 0.3                |
| Universidad de Chile · Chile | 1ª            | 2013          | 2     | 0     | —                   | —                   | —                          | —                          | 2     | 0     | 0.00               |
| Universidad de Chile · Chile | 1ª            | 2013-14       | 11    | 0     | —                   | —                   | 3                          | 1                          | 14    | 1     | 0.07               |
| Universidad de Chile · Chile | 1ª            | 2014-15       | 22    | 3     | 4                   | 1                   | —                          | —                          | 26    | 4     | 0.15               |
| Universidad de Chile · Chile | Total club    | Total club    | 52    | 10    | 10                  | 1                   | 10                         | 3                          | 72    | 14    | 0.19               |
| Palestino · Chile | 1ª            | 2015-16       | 25    | 9     | 4                   | 1                   | —                          | —                          | 29    | 10    | 0.34               |
| Palestino · Chile | Total club    | Total club    | 25    | 9     | 4                   | 1                   | 0                          | 0                          | 29    | 10    | 0.34               |
| Millonarios · Colombia | 1ª            | 2016          | 14    | 2     | 1                   | 0                   | —                          | —                          | 15    | 2     | 0.13               |
| Millonarios · Colombia | 1ª            | 2017          | 1     | 0     | —                   | —                   | 1                          | 0                          | 2     | 0     | 0.00               |
| Millonarios · Colombia | Total club    | Total club    | 15    | 2     | 1                   | 0                   | 1                          | 0                          | 17    | 2     | 0.12               |
| Santiago Wanderers · Chile | 1ª            | 2017          | 15    | 3     | 7                   | 5                   | —                          | —                          | 22    | 8     | 0.36               |
| Santiago Wanderers · Chile | 2ª            | 2018          | 27    | 12    | 2                   | 2                   | 4                          | 0                          | 33    | 14    | 0.42               |
| Santiago Wanderers · Chile | 2ª            | 2019          | 16    | 7     | 3                   | 3                   | —                          | —                          | 19    | 10    | 0.53               |
| Santiago Wanderers · Chile | 1ª            | 2020          | 27    | 13    | —                   | —                   | —                          | —                          | 27    | 13    | 0.48               |
| Universitario de Deportes · Perú | 1ª            | 2021          | 12    | 2     | —                   | —                   | 3                          | 2                          | 15    | 4     | 0.27               |
| Universitario de Deportes · Perú | Total club    | Total club    | 12    | 2     | 0                   | 0                   | 3                          | 2                          | 15    | 4     | 0.27               |
| Manta FC · Ecuador | 2ª            | 2022          | 1     | 0     | —                   | —                   | —                          | —                          | 1     | 0     | 0.00               |
| Manta FC · Ecuador | Total club    | Total club    | 26    | 5     | 0                   | 0                   | 0                          | 0                          | 26    | 5     | 0.19               |
| Santiago Wanderers · Chile | 2ª            | 2025          | 1     | 0     | —                   | —                   | —                          | —                          | 1     | 0     | 0.00               |
| Santiago Wanderers · Chile | Total club    | Total club    | 86    | 35    | 12                  | 10                  | 4                          | 0                          | 102   | 45    | 0.44               |
| Total carrera | Total carrera | Total carrera | 362   | 105   | 34                  | 13                  | 18                         | 5                          | 414   | 123   | 0.30               |
| (1) Incluye datos de Copa Chile, Supercopa de Chile y Copa Colombia. (2) Incluye datos de la Recopa Sudamericana, Copa Suruga Bank, Copa Sudamericana y Copa Libertadores. (3) No incluye goles en partidos amistosos. |               |               |       |       |                     |                     |                            |                            |       |       |                    |

### Resumen estadístico
| Competición                   | Partidos | Goles | Promedio |
| ----------------------------- | -------- | ----- | -------- |
| Primera División de Argentina | 3        | 0     | 0.00     |
| Serie B de Ecuador            | 26       | 5     | 0.19     |
| Primera División del Perú     | 28       | 4     | 0.14     |
| Primera División de Chile     | 245      | 75    | 0.31     |
| Primera B de Chile            | 44       | 19    | 0.43     |
| Primeira Liga                 | 1        | 0     | 0.00     |
| Primera División de Colombia  | 15       | 2     | 0.15     |
| Copa Chile                    | 32       | 13    | 0.41     |
| Supercopa de Chile            | 1        | 0     | 0.00     |
| Copa Colombia                 | 1        | 0     | 0.00     |
| Recopa Sudamericana           | 2        | 0     | 0.00     |
| Copa Suruga Bank              | 1        | 0     | 0.00     |
| Copa Sudamericana             | 4        | 2     | 0.50     |
| Copa Libertadores             | 11       | 3     | 0.27     |
| Total                         | 414      | 123   | 0.30     |

## Palmarés

### Títulos nacionales
| Título           | Equipo                 | País      | Año     |
| ---------------- | ---------------------- | --------- | ------- |
| Primera División | Boca Juniors           | Argentina | 2005-C  |
| Primera División | Universidad San Martín | Perú      | 2007    |
| Copa Chile       | Universidad de Chile   | Chile     | 2012/13 |
| Primera División | Universidad de Chile   | Chile     | 2014-A  |
| Copa Chile       | Santiago Wanderers     | Chile     | 2017    |
| Primera B        | Santiago Wanderers     | Chile     | 2019    |

### Distinciones individuales
| Distinción                                       | Año    |
| ------------------------------------------------ | ------ |
| Goleador de Primera División de Chile            | 2012-A |
| Parte del Equipo Ideal de El Gráfico Chile       | 2012   |
| Mejor Delantero Izquierdo por el SIFUP           | 2012   |
| Medalla Cruce de Los Andes                       | 2017   |
| Mejor Jugador de Copa Chile por El Gráfico Chile | 2017   |